# 大駒・小駒
大駒（おおごま）とは将棋やチェスなどの用語で、強力な駒を指す。また、小駒（こごま）とは大駒に対して性能の弱い駒を総称する用語である。
その他のボードゲームでも、強力な駒について大駒と呼ぶことがある。また以上の用語とは別に（実際にゲームの駒は強いほど形状が大きい傾向にあるが）、置物などのサイズの大きい駒を言うこともある。

## 将棋
将棋では多くの利きをもつ飛車と角行が大駒、金将・銀将・桂馬・香車・歩兵が小駒に相当する。
一般的に大駒と小駒との交換は、大駒を得たほうが駒得である。また、大駒1枚と小駒2枚との交換（二枚替え）では、小駒2枚の側のほうが駒得である。ただし多くの場合、小駒の中に歩兵が含まれるときは二枚替えと見なさず、また桂馬・香車のうち2枚と大駒との交換では大駒の側が駒得と考える。しかし、攻める場合、価値の低い駒から攻めるほうが駒損が少ないため、持ち駒に歩兵があるほうがよいとされている。
持将棋においては、盤上および持ち駒となっている大駒を5点、小駒を1点として計算し、合計で24点に満たないときは負けになる（両者とも24点を満たしているときは引き分け）という特別ルールがある。また、入玉宣言法では宣言した側が敵陣以外の盤面上の駒を除いて24点に満たない場合は宣言した側の負けになる。

## チェス
チェスでは、1個とキングだけで相手のキングをメイトできる駒、すなわちクイーンとルークを大駒と呼ぶ。英語ではmajor pieceまたはheavy pieceである。そして1個ではメイトできないビショップとナイトを小駒と呼ぶ。英語ではminor pieceまたはlight pieceである。